# Etopia Centro de Arte y Tecnología
Etopia Centro de Artes y Tecnología es un equipamiento de nueva generación diseñado para albergar y promover los proyectos creativos y emprendedores más innovadores dentro del área de Milla Digital en la ciudad de Zaragoza (Aragón), en el ámbito de los sectores de contenidos, multimedia y 3D, arte, videojuegos, diseño, etc.

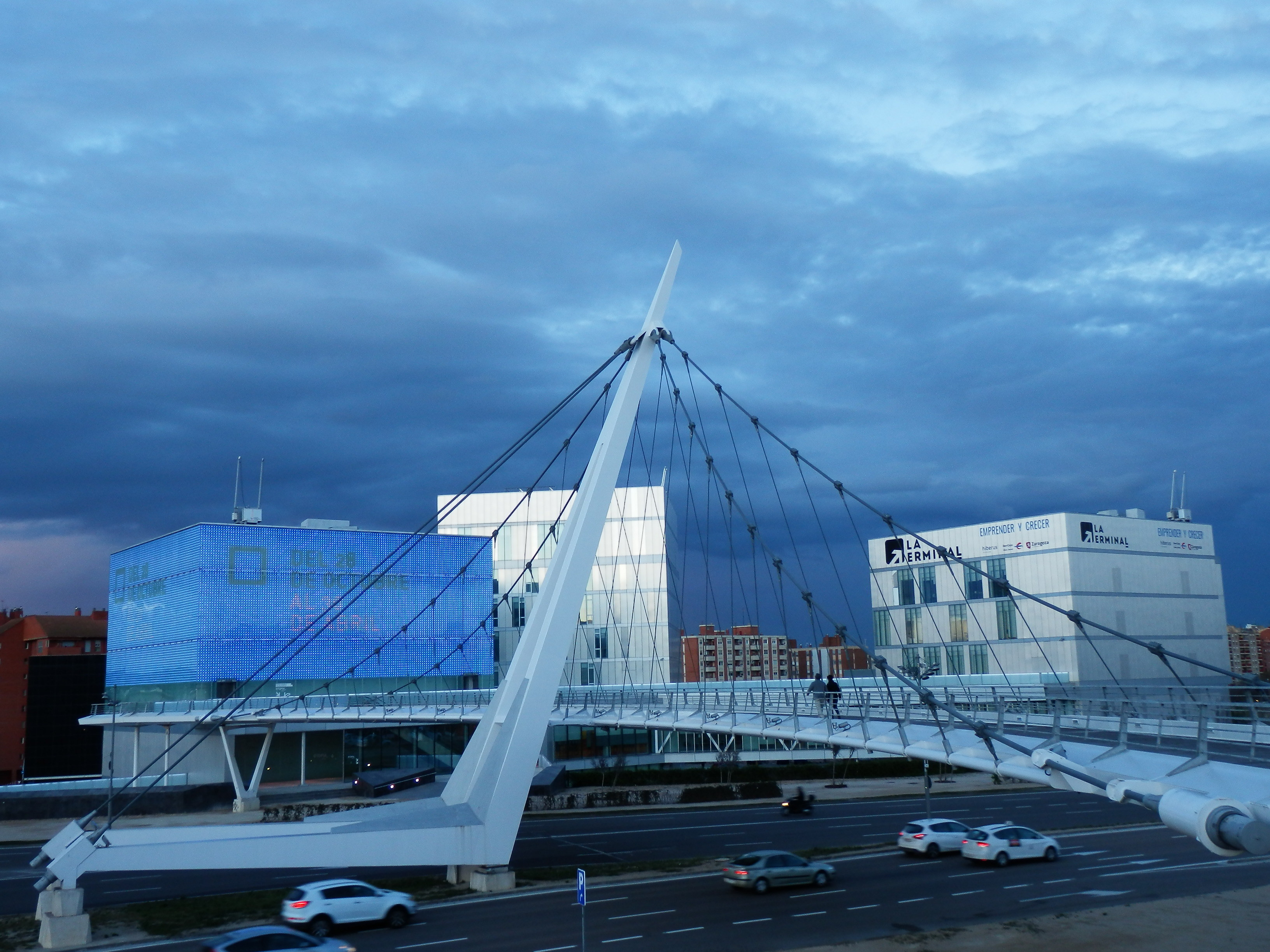
Etopia - Zaragoza, España

Abierto en 2013, Etopia tiene una superficie total construida de más de 16 000 m² (13 000 m² útiles). Funciona al mismo tiempo como centro de cultura contemporánea, escaparate de las expresiones artísticas más vanguardistas, taller para creadores y tecnólogos, espacio de formación especializada en los nuevos ámbitos surgidos por la intersección del arte y la tecnología, laboratorio de ideas para la ciudad digital e incubadora de nuevas empresas del sector de los contenidos.

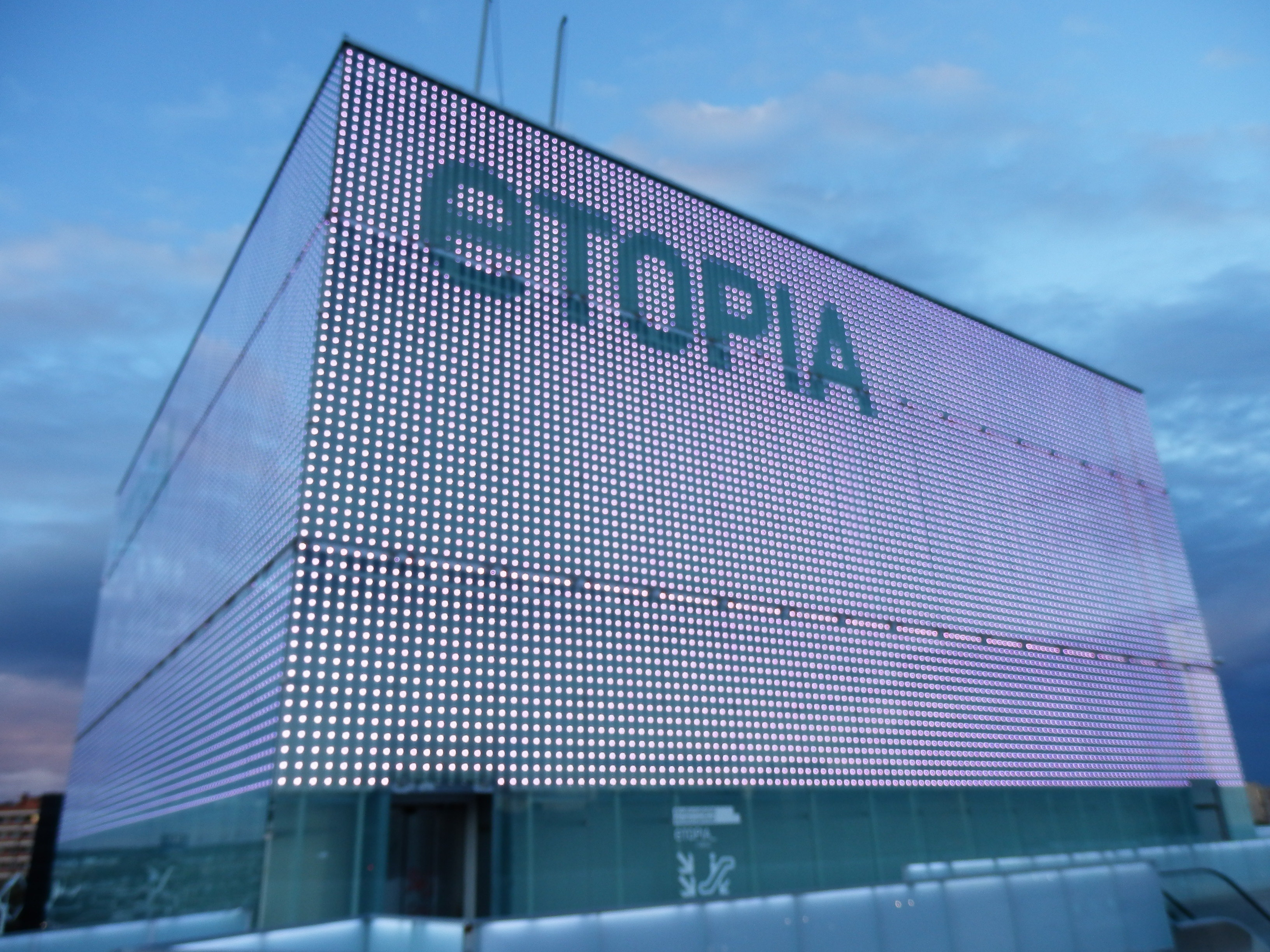
Etopia - Fachada Media

Dispone de la «Residencia Digital Creadores» con 36 plazas para creadores, investigadores y emprendedores con espacios de interacción para cocreación y desarrollo de productos/servicios conjuntos. Es el elemento diferencial de Etopia, esencial para trabajar en red con otros centros, y para atraer talento, artistas e investigadores. La residencia colabora activamente con las universidades locales y con centros de investigación para albergar programas en común.

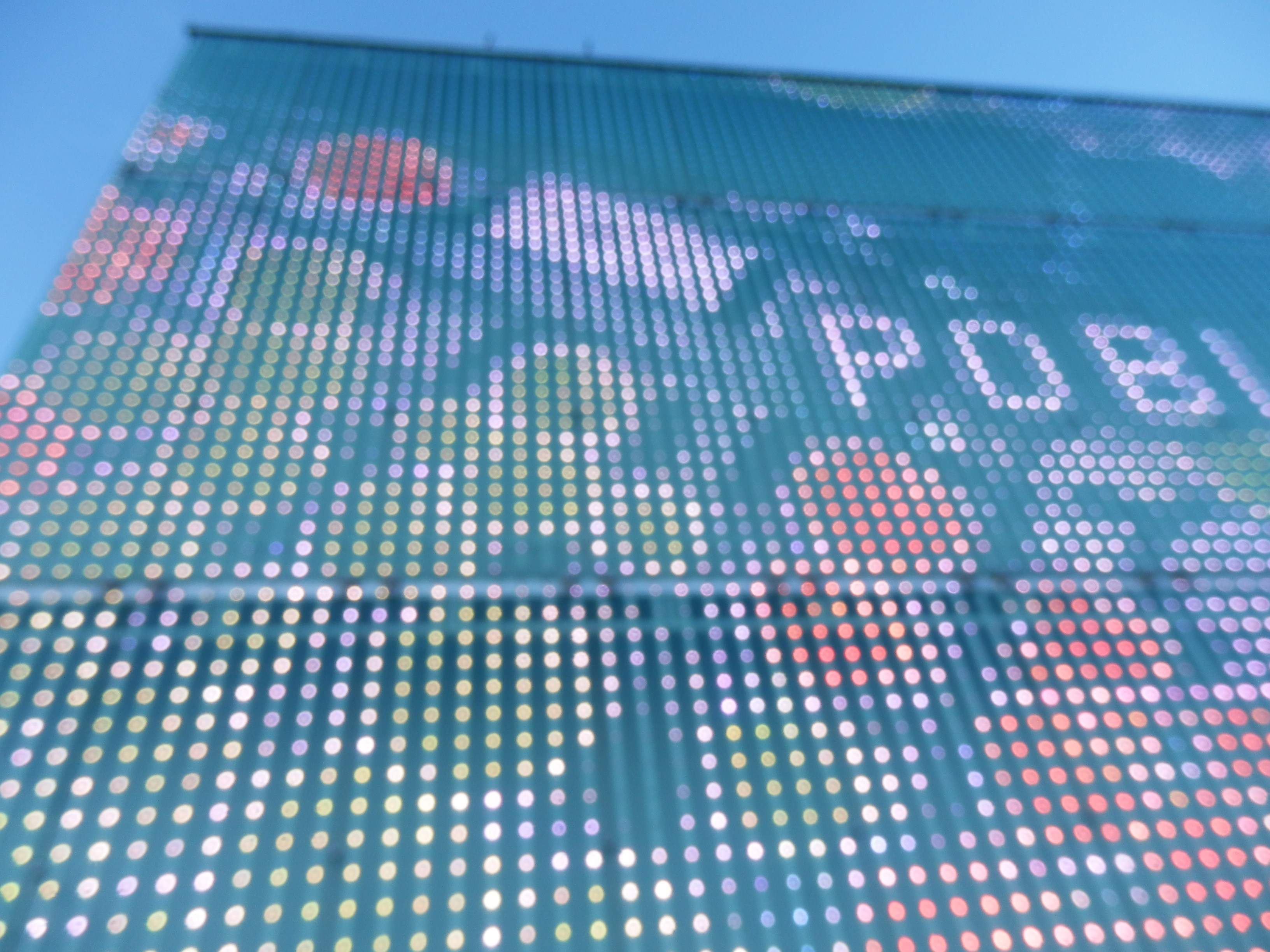
Etopia - Fachada Media

La «Fachada Media» es una doble «macropantalla urbana» de 20 x 20 m para proyectar contenidos desarrolladas en el centro, o en sus ámbitos de trabajo. La exhibición inaugural fue realizada el 9 de noviembre del 2013 a cargo de los artistas Ignacio Alcántara (República Dominicana), Brisa MP (Chile), Yamil Burguener (Argentina), Arcángel Constantini (México), Alejo Duque (Colombia), Álvaro Pastor (Perú), Hernan Bula, Laura Colombo, Mauro Páez (Argentina), y Juan Sorrentino (Argentina), Javier Galán comisario del proyecto y Néstor Lizalde coordinador técnico, dentro de la programación del V Congreso Iberoamericano de Cultura. Actualmente la «Fachada Media» es un vehículo muy útil para mostrar la creatividad de artistas y desarrolladores, así como una tarjeta de presentación de cara a la ciudad y a sus visitantes.
Tiene exposiciones de Arte y Tecnología en una superficie de 2800 m². Los ciudadanos pueden conocer lo que se crea y produce en el mismo, así como exposiciones ligadas a la difusión y la divulgación científica y tecnológica, y otras de carácter temporal, vinculadas al arte y la tecnología.